# Думбрава (Ітешть, Бакеу)
Думбрава (рум. Dumbrava) — село у повіті Бакеу в Румунії. Входить до складу комуни Ітешть.
Село розташоване на відстані 256 км на північ від Бухареста, 11 км на північ від Бакеу, 75 км на південний захід від Ясс.

## Населення
За даними перепису населення 2002 року у селі проживали 350 осіб, усі — румуни. Усі жителі села рідною мовою назвали румунську.